# 김수홍 (기자)
김수홍은 대한민국의 TV조선 보도본부 경제부 기자이다.

## 경력
- TV조선 보도본부 경제부 기자

## 진행

### TV
- 2015년: TV조선 뉴스 9
- 2015년: TV조선 뉴스 12
- 2013년 ~ 2015년: TV조선 뉴스 5